# 마흐람 빌키스

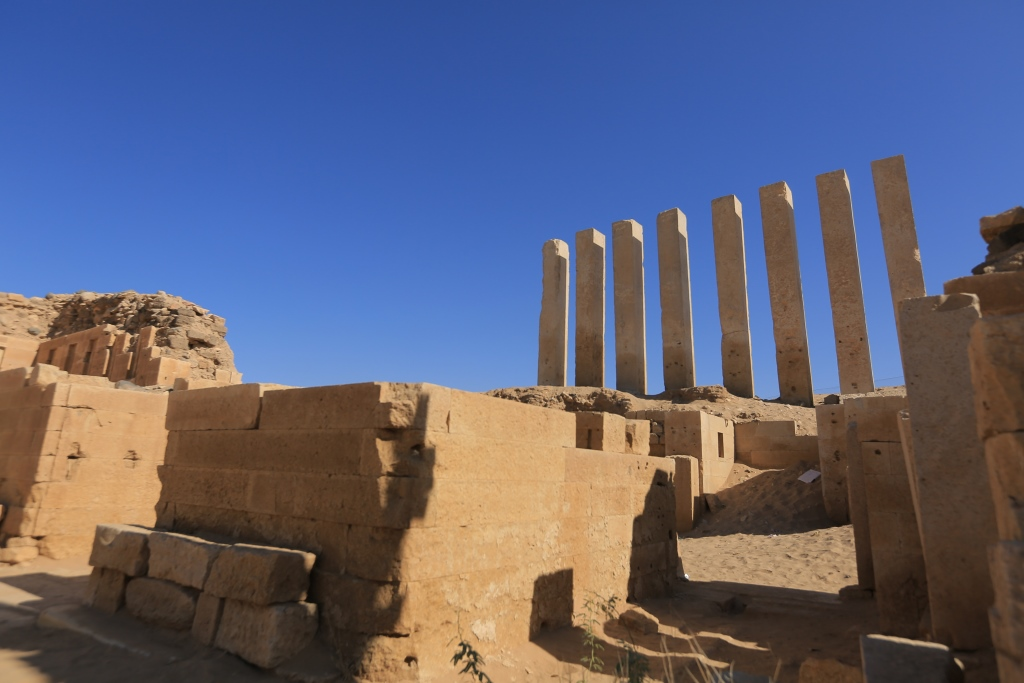

마흐람 빌키스(Mahram Bilqis, 시바 여왕의 성소)는 현재의 예멘인 마리브 (예멘) 근처에 있는 사바 왕국의 주요 신인 알마카(Almaqah)에게 헌정된 사바 사원이다. 이 사원은 고대 마리브에서 남동쪽으로 7km(4.3마일) 떨어진 곳에 위치해 있으며 도시 외곽에 지어졌다. 일반적으로 주요 사바 왕국의 성소는 도시 중심 외부에 위치하지만 종교적 사생활 보호와 사바 왕국 영토의 외딴 지역에서 도착하는 순례자들의 의식 수행을 용이하게 하기 위해 배치되었을 것으로 추정된다. 이러한 패턴은 알 자와프(Al-Jawf) 및 하드라마우트의 여러 사원에서 관찰된다.
이슬람 이전 시대에는 수많은 순례자들이 마리브(Ma'rib) 도시에 모여 제의를 수행하기 위해 하루눔(Harunum)의 알마카 사원으로 향했고, 행렬길을 이용해 아와암(Awwam) 성역까지 계속 이동했다.
2023년에는 고대 사바 왕국의 다른 랜드마크와 함께 아와암 사원이 유네스코 세계문화유산 목록에 추가되었다.